# Rhexoza lydiae
Rhexoza lydiae is een muggensoort uit de familie van de Scatopsidae. De wetenschappelijke naam van de soort is voor het eerst geldig gepubliceerd in 2004 door Withers.